# Pidonia fushani
Pidonia fushani är en skalbaggsart som beskrevs av Mikio Kuboki 1993. Pidonia fushani ingår i släktet Pidonia och familjen långhorningar.
Artens utbredningsområde är Taiwan. Inga underarter finns listade i Catalogue of Life.